# Dzieci szklarza
Dzieci szklarza (oryg. Glasblåsarns barn) – powieść dla dzieci szwedzkiej pisarki Marii Gripe, wydana po raz pierwszy w roku 1964. Polskie wydania pochodzą z lat 1983 i 1985.

## Fabuła
Opowieść o dwójce małych dzieci: Klarze i Klasie, porwanych pewnego dnia do dziwnego królestwa, w którym ma się wszystko, czego się zapragnie, a mimo to nie jest się szczęśliwym.

## Ekranizacje
W roku 1998 na podstawie książki powstał film w reżyserii Andersa Grönrosa.